# Dudu Georgescu
Dudu Georgescu (Bucarest, 1 de septiembre de 1950) es un futbolista rumano retirado, que jugaba como delantero. Formado en las filas del Progresul de Bucarest, donde jugó en las categorías inferiores y después en su primer equipo, destacó en las filas del Dinamo de Bucarest en los años 1970, con el que consiguió todos sus títulos: cuatro Ligas y una Copa de Rumanía.
Es el máximo goleador de todos los tiempos en la Liga de Rumanía, con 252 goles en 370 partidos, y en la historia del Dinamo de Bucarest. A nivel individual, ganó dos Botas de Oro en 1975, con 33 goles, y en 1977 con 47 tantos. También fue futbolista rumano del año en 1976.

## Carrera como jugador

### Inicios como futbolista
Por recomendación de su hermano, Dudu ingresó con 12 años en las categorías inferiores del Progresul de Bucarest. A los 19 años fue ascendido al primer equipo, que entonces jugaba en Divizia B, segunda división rumana. En su temporada de debut en 1969/70 anotó 21 goles, se convirtió en el máximo goleador de su categoría y ayudó a que el Progresul ascendiese a la máxima categoría del fútbol nacional. Desde el principio, su juego se caracterizó por su condición física, su remate de cabeza y su olfato de cara a la portería.
Georgescu permaneció en el Progresul en la máxima categoría, pero con sólo cinco goles en 28 encuentros no pudo evitar su descenso. En el año 1971/72 permaneció con el club, y le ayudó a ascender con 20 tantos, que le sirvieron para convertirse de nuevo en el máximo goleador de su categoría. Un año después fue traspasado al FCM Reșița de segunda división, donde jugó 12 partidos y marcó siete tantos.

### Dinamo de Bucarest
Dudu consiguió llamar la atención de los equipos más importantes de Rumanía, y fichó por el Dinamo de Bucarest para la temporada 1973/74. Su nuevo equipo estaba controlado por el Ministerio del Interior rumano, y era uno de los clubes polideportivos más poderosos del país, con jugadores como Cornel Dinu o Mircea Lucescu. En su año de debut anotó 21 goles, pero su club quedó en segunda posición por detrás del Universitatea Craiova.
En las siguientes cuatro temporadas, Georgescu se convirtió en el máximo goleador de la Liga rumana, y fue determinante en el devenir de su club. En 1974/75 fue campeón de liga y consiguió 33 goles, con los que pudo conseguir su primera Bota de Oro. Una temporada después, el Dinamo revalidó su título y Dudu mantuvo su registro con 31 tantos. Aunque su equipo no pudo ganar la liga de nuevo en la temporada 1976/77, Georgescu batió ese año su registro goleador con 47 tantos, con los que ganó una segunda bota de oro y firmó la mayor anotación en la historia de este premio europeo. Su récord no fue superado hasta la temporada 2011/12, cuando Lionel Messi logró 50 tantos con el FC Barcelona.
En el año 1977/78, Georgescu volvió a ser el máximo goleador nacional con 24 tantos, pero el Dinamo de Bucarest cuajó un mal año y finalizó quinto. En ese tiempo, el ariete recibió una oferta del New York Cosmos de Estados Unidos para ingresar en sus filas. Aunque el futbolista quería marcharse al extranjero, el régimen de Nicolae Ceaușescu se negó a darle un visado especial, por lo que no pudo abandonar el país. Dudu permaneció en el Dinamo de Bucarest tres temporadas más, en las que ganó dos ligas, hasta que en 1983 se marchó como el máximo goleador en la historia de la entidad: 207 goles en 260 partidos.

### Últimos años en activo
Después del Dinamo, Georgescu fichó por clubes de categoría inferior. En la temporada 1983/84 recaló en las filas del SC Bacău, pero no pudo firmar cifras goleadoras como las de años anteriores: cuatro goles en 22 encuentros. Después estuvo dos años en el Gloria Buzău, donde volvió a entrar en racha. En su primer año consiguió 16 goles en 28 partidos, mientras que en el segundo jugó menos pero mantuvo un buen promedio: 11 tantos en 16 juegos.
En 1986 fichó por su último club en la máxima categoría rumana, el CS Flacăra Moreni, donde jugó sólo cuatro partidos en los que marcó dos goles. Su último encuentro en la máxima categoría fue precisamente contra el Dinamo de Bucarest, y se saldó con una derrota por 3-1 donde él marcó el único gol de su club. Después de esta experiencia, se fue durante breve tiempo a formaciones de categorías inferiores, como el CS Muscelul Câmpulung o el Unirea Urziceni, para retirarse en 1988 con 38 años.

### Selección nacional
Georgescu fue internacional con la selección de fútbol de Rumanía en 44 ocasiones, y anotó 21 goles. Su debut se produjo el 14 de octubre de 1973, en un encuentro de clasificación para el Mundial frente a Finlandia en Bucarest. Los rumanos vencieron por 9-0 en su mayor goleada hasta la fecha y Dudu, que partió como suplente, anotó el noveno tanto en los últimos minutos.
El jugador nunca pudo disputar ningún partido de la Copa Mundial de Fútbol o la Eurocopa porque su combinado nacional no logró clasificarse, aunque si formó parte de las fases de clasificación. El último encuentro de Georgescu como internacional fue el 31 de julio de 1984 en Buzău, un amistoso frente a China que finalizó con victoria por 1-0. Dicho partido sirvió como su despedida oficial de la internacionalidad.

## Carrera como entrenador
Durante varios años estuvo apartado del deporte, hasta que le surgió la oportunidad de entrenar. Sin embargo, su carrera no fue tan exitosa como la de futbolista.
Su primer trabajo documentado fue con el Zimbru Chișinău moldavo, cuando todavía formaba parte del sistema de ligas soviético, como técnico sustituto. Después se marchó en 1991 al FC Corvinul Hunedoara, donde aguantó una temporada completa, y en 1992 se fue al FCM Reșița. El resto de su trayectoria pasó por clubes de categoría amateur, como el Acvila Giurgiu o el Dunărea Călărași, hasta que abandonó definitivamente el deporte. Georgescu se marchó de Rumanía y se mudó con toda su familia a Toronto (Canadá), donde reside.

## Trayectoria

### Como jugador
| Club                  | País    | Año       |
| --------------------- | ------- | --------- |
| Progresul de Bucarest | Rumanía | 1969-1972 |
| CSM Reşiţa            | Rumanía | 1972-1973 |
| Dinamo de Bucarest    | Rumanía | 1973-1983 |
| FCM Bacău             | Rumanía | 1983-1984 |
| Gloria Buzău          | Rumanía | 1984-1986 |
| Flacăra Moreni        | Rumanía | 1986      |
| CS Muscelul Câmpulung | Rumanía | 1987      |
| Unirea Urziceni       | Rumanía | 1987-1988 |

### Como entrenador
| Club               | País         | Año       |
| ------------------ | ------------ | --------- |
| Zimbru Chișinău    | Moldavia     | 1991      |
| Corvinul Hunedoara | Rumanía      | 1992      |
| CSM Reşiţa         | Rumanía      | 1992      |
| Acvila Giurgiu     | Rumanía      | 1993-1994 |
| Dunărea Călărași   | Rumanía      | 1994-1995 |
| Al-Najma           | Arabia Saudí | 2001      |

## Palmarés

### Campeonatos nacionales
| Título          | Club               | País    | Año     |
| --------------- | ------------------ | ------- | ------- |
| Liga de Rumanía | Dinamo de Bucarest | Rumanía | 1974/75 |
| Liga de Rumanía | Dinamo de Bucarest | Rumanía | 1976/77 |
| Liga de Rumanía | Dinamo de Bucarest | Rumanía | 1981/82 |
| Copa de Rumanía | Dinamo de Bucarest | Rumanía | 1981/82 |
| Liga de Rumanía | Dinamo de Bucarest | Rumanía | 1982/83 |

### Distinciones individuales
| Distinción                                       | Año         |
| ------------------------------------------------ | ----------- |
| Máximo goleador de la Liga de Rumania (33 goles) | 1974/75     |
| Bota de Oro                                      | 1975        |
| Nominado al Balón de Oro                         | 1975 y 1976 |
| Máximo goleador de la Liga de Rumania (31 goles) | 1975/76     |
| Futbolista rumano del año                        | 1975/76     |
| Máximo goleador de la Liga de Rumania (47 goles) | 1976/77     |
| Bota de Oro                                      | 1977        |
| Nominado al Balón de Oro                         | 1977        |
| Máximo goleador de la Liga de Rumania (24 goles) | 1977/78     |

### Récords
- Máximo goleador histórico de la Liga de Rumania con 252 goles.